# Lawe Sawah
Lawe Sawah is een bestuurslaag in het regentschap Aceh Selatan van de provincie Atjeh, Indonesië. Lawe Sawah telt 1812 inwoners (volkstelling 2010).